# Loma Grande (Texas)
Loma Grande es un lugar designado por el censo ubicado en el condado de Zavala en el estado estadounidense de Texas. En el Censo de 2010 tenía una población de 107 habitantes y una densidad poblacional de 607,54 personas por km².

## Geografía
Loma Grande se encuentra ubicado en las coordenadas 28°43′20″N 99°49′58″O / 28.72222, -99.83278. Según la Oficina del Censo de los Estados Unidos, Loma Grande tiene una superficie total de 0.18 km², de la cual 0.18 km² corresponden a tierra firme y (0%) 0 km² es agua.

## Demografía
Según el censo de 2010, había 107 personas residiendo en Loma Grande. La densidad de población era de 607,54 hab./km². De los 107 habitantes, Loma Grande estaba compuesto por el 93.46% blancos, el 0.93% eran afroamericanos, el 0% eran amerindios, el 0% eran asiáticos, el 0% eran isleños del Pacífico, el 5.61% eran de otras razas y el 0% pertenecían a dos o más razas. Del total de la población el 100% eran hispanos o latinos de cualquier raza.